# Río Xindian

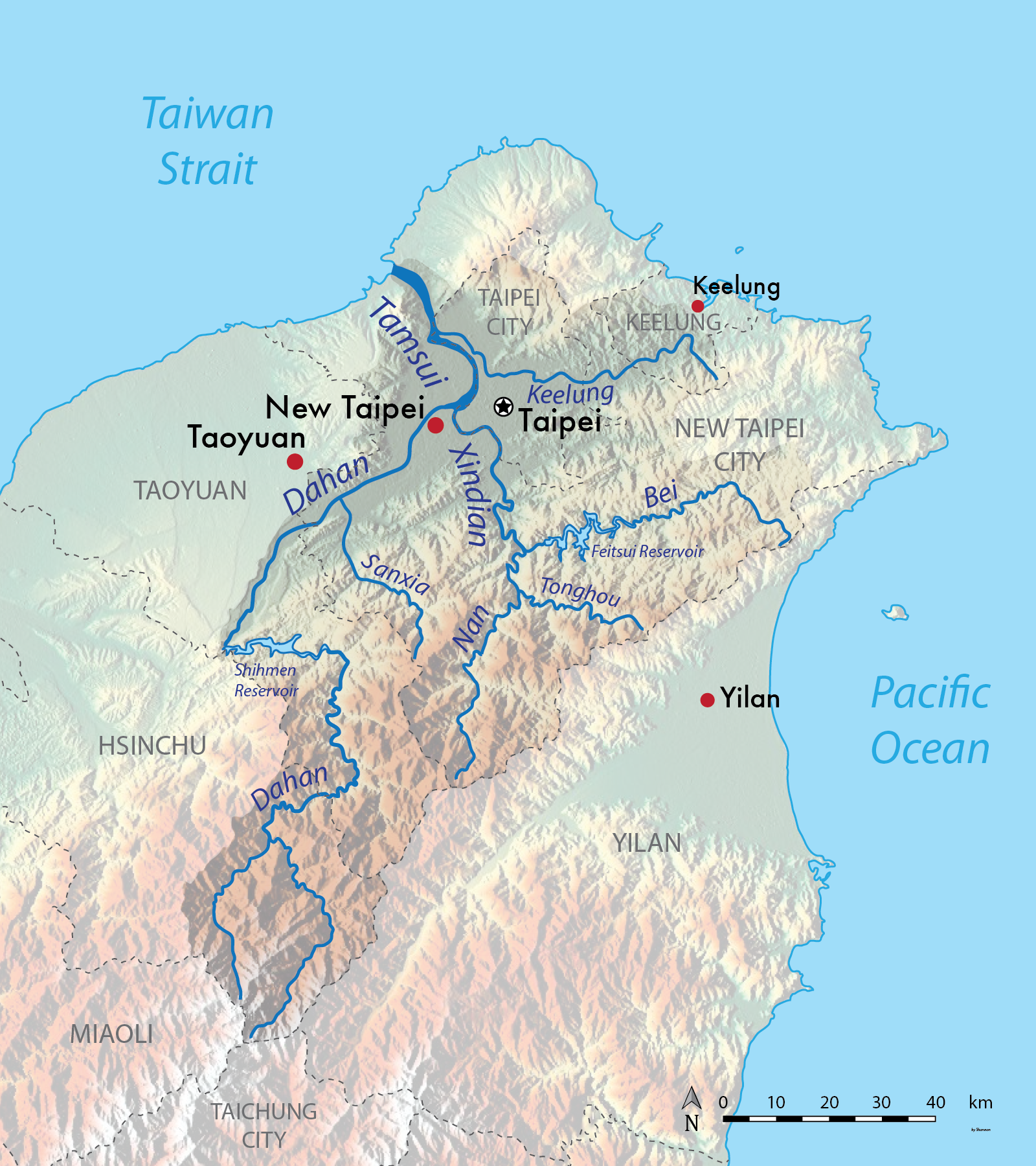
Localización del río Xindian en el noreste de Taiwán.

El río Xindian (en chino: 新店溪), también denominado Xindian Creek, es un afluente de 81 km que nace próximo a Toucheng, en la zona noreste de Taiwán y desemboca en el río Tamsui cerca de la ciudad de Taipéi.

## Características

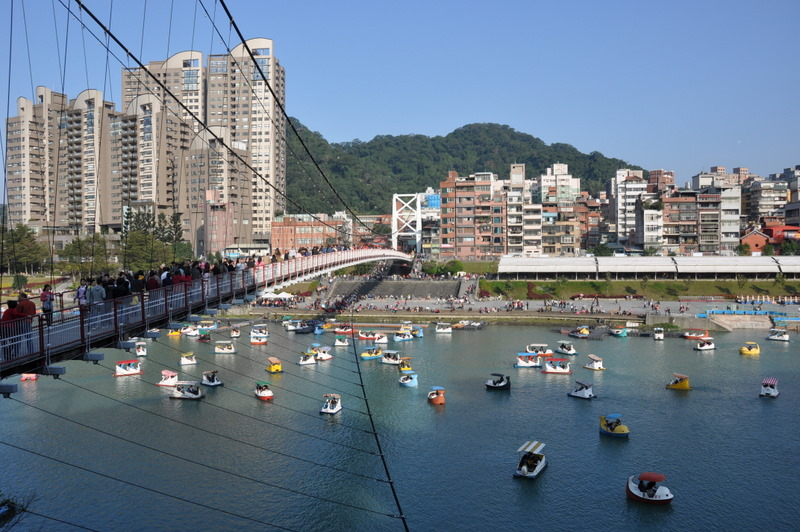
El puente de Bitan sobre el río Xindian, en 2011.

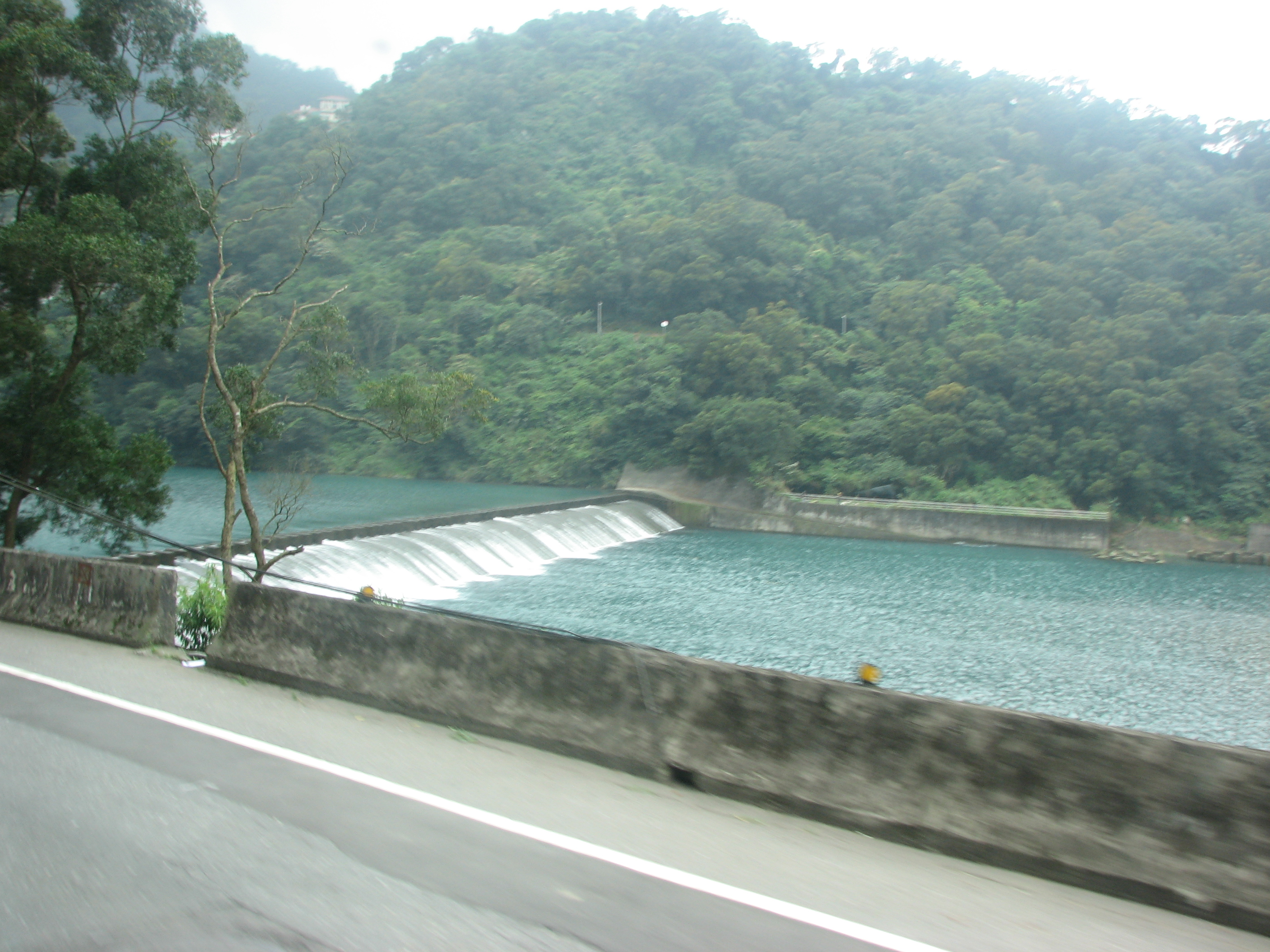
El río Xindian en 2010 a su paso por el dique de Orchard Road Cukeng, en la mitad de su recorrido, aproximadamente.

El río Xindian cubre una gran superficie de pozos profundos de agua y la zona está considerada como uno de los ocho paisajes y doce puntos de veraneo de Taiwán desde els segundo año de la era Shōwa (1927) y ha sido incluido en los diez lugares más pintorescos de Taiwán por el Gobierno de la República de China en 1970. El área atrae cada año a turistas y a visitantes locales.
En el río Xindian existen tres grandes puentes conocidos como el puente norte de Bitan, construido en 1972, el puente de la autopista Formosa-Bitan, construido en 1996 y el puente Bi en el sur, también conocido como el puente colgante de Bitan, construido en 1937.
El pez nativo más conocido del río Xindian es el pescado dulce Plecoglossus altivelis, también conocido como ayu, que suele habitar en las corrientes claras y sin contaminación de agua fría. Durante la invasión de Japón y a partir de 1948, las regulaciones que se establecieron en la pesca consiguieron que se asegurase la reproducción y el desove de los peces.
También es nativo del río Xindian el Sicyopterus japonicus, también conocido como gobio monje una especie anfídroma, que desapareció durante veinte años, debido los daños producidos en el medio ambiente y redescubierto en Bitan en 2008 por un equipo de investigación de la Universidad Nacional de Educación Hsinchu, hecho que ha constatado que el proyecto para el saneamiento de la contaminación del río ha surtido efecto.
No obstante, el río Xindian sigue contaminado por el vertido de las aguas residuales y por la contaminación industrial de la industria ilegal. La restauración del curso de agua natural se encuentra en la actualidad en la agenda del Gobierno de la ciudad de Taipéi, del Gobierno Central de Taiwán Gobierno y de varias organizaciones ciudadanas.